# 부석면 (서산시)
부석면(浮石面)은 충청남도 서산시에 있는 면이다. 서산바이오웰빙특구로 개발되고 있다.

## 개요
부석은 도비산을 중심에 두고 천수만과 직접 접하고 있어 보건 요양에 좋은 온화한 해양성 기후이다. 이름난 철새도래지로 각광받고 있는 간월호와 부남호가 있고 바다와 육지에서 나는 풍부한 산물로 인하여 먹거리, 볼거리가 다양한 관광지로 새롭게 부각되고 있는 지역이다.

## 연혁
- 1914년 3월 16일 이전 : 마산면(馬山面), 화변면(禾邊面) (2面)
- 1914년 4월 1일 : 부석면(浮石面) 설치.[2]

| 조선총독부령 제111호 |                                                               |
| 구 행정구역          | 신 행정구역                                                   |
| 서산군 마산면        | 부석면 가사리, 갈마리, 강수리, 대두리, 송시리, 월계리, 취평리 |
| 서산군 화변면        | 부석면 강당리, 마룡리, 봉락리, 지산리, 창리, 칠전리           |
- 1973년 7월 1일 : 안면면 간월도리가 부석면에 편입
- 1995년 : 서산시와 서산군이 서산시로 통합됢에 따라 서산시 소속으로 변경

## 행정 구역
- 가사리
- 간월도리
- 갈마리
- 강당리
- 강수리
- 대두리
- 마룡리
- 봉락리
- 송시리
- 월계리
- 지산리
- 창리
- 취평리
- 칠전리

## 교육
- 부석고등학교 (취평리)
- 부석중학교 (대두리)
- 부석초등학교 (취평리)
  - 간월분교 (간월도리)
- 가사초등학교 (가사리)
- 강당초등학교 (강당리)
  - 부남분교 (폐교) - 무학로 152-13 (창리)

## 명소
- 간월도
- 간월암
- 천수만